# Sheboygan County
Das Sheboygan County ist ein County im US-amerikanischen Bundesstaat Wisconsin. Im Jahr 2020 hatte das County 118.034 Einwohner und eine Bevölkerungsdichte von 88,7 Einwohnern pro Quadratkilometer. Der Verwaltungssitz (County Seat) ist Sheboygan.

## Geografie
Das County liegt im Südosten Wisconsins an der Mündung des Sheboygan River in den Michigansee.
Es hat eine Fläche von 3292 Quadratkilometern, wovon 1962 Quadratkilometer Wasserfläche sind.
An das Sheboygan County grenzen folgende Nachbarcountys:
| Calumet County     | Manitowoc County |  |
| Fond du Lac County |                  |  |
| Washington County  | Ozaukee County   |  |

Das County wird vom Office of Management and Budget zu statistischen Zwecken als Sheboygan, WI Metropolitan Statistical Area geführt.

## Geschichte
Das Sheboygan County wurde 1836 als Original-County aus dem Wisconsin-Territorium gebildet. Benannt wurde es, ebenso wie die Bezirkshauptstadt, nach dem Sheboygan River.

## Bevölkerung
Nach der Volkszählung im Jahr 2010 lebten im Sheboygan County 115.507 Menschen in 46.211 Haushalten. Die Bevölkerungsdichte betrug 86,8 Einwohner pro Quadratkilometer. In den 46.211 Haushalten lebten statistisch je 2,42 Personen.
Ethnisch betrachtet setzte sich die Bevölkerung zusammen aus 91,5 Prozent Weißen, 1,7 Prozent Afroamerikanern, 0,5 Prozent amerikanischen Ureinwohnern, 4,9 Prozent Asiaten sowie aus anderen ethnischen Gruppen; 1,3 Prozent stammten von zwei oder mehr Ethnien ab. Unabhängig von der ethnischen Zugehörigkeit waren 5,8 Prozent der Bevölkerung spanischer oder lateinamerikanischer Abstammung.
23,0 Prozent der Bevölkerung waren unter 18 Jahre alt, 61,2 Prozent waren zwischen 18 und 64 und 15,8 Prozent waren 65 Jahre oder älter. 49,8 Prozent der Bevölkerung waren weiblich.

Das jährliche Durchschnittseinkommen eines Haushalts lag bei 52.967 USD. Das Pro-Kopf-Einkommen betrug 25.793 USD. 8,8 Prozent der Einwohner lebten unterhalb der Armutsgrenze.

## Ortschaften im Sheboygan County
Citys
- Plymouth
- Sheboygan
- Sheboygan Falls

Villages
| - Adell - Cascade - Cedar Grove - Elkhart Lake - Glenbeulah | - Howards Grove - Kohler - Oostburg - Random Lake - Waldo |

Census-designated places (CDP)
- Gibbsville
- Greenbush
- Hingham

Andere Unincorporated Communities
| - Ada - Batavia - Beechwood - Cranberry Marsh - Dacada1 | - Edwards - Franklin - German Corners - Gooseville - Haven | - Hayen - Hulls Crossing - Idlewood Beach - Johnsonville - Mosel | - New Paris - Ourtown - Rhine Center - St. Anna2 - Silver Creek |

1 – teilweise im Ozaukee County

2 – teilweise im Calumet County

## Gliederung
Das Sheboygan County ist neben den drei Citys und zehn Villages in 15 Towns eingeteilt:
| Town              | Einwohner (2010) | FIPS     |
| ----------------- | ---------------- | -------- |
| Town of Greenbush | 1534             | 55-31100 |
| Town of Herman    | 2151             | 55-34050 |
| Town of Holland   | 2239             | 55-35375 |
| Town of Lima      | 2982             | 55-44150 |
| Town of Lyndon    | 1542             | 55-46575 |

| Town             | Einwohner (2010) | FIPS     |
| ---------------- | ---------------- | -------- |
| Town of Mitchell | 2335             | 55-53375 |
| Town of Mosel    | 790              | 55-54475 |
| Town of Plymouth | 3195             | 55-63725 |
| Town of Rhine    | 2134             | 55-67150 |
| Town of Russell  | 377              | 55-70350 |

| Town                    | Einwohner (2010) | FIPS     |
| ----------------------- | ---------------- | -------- |
| Town of Scott           | 1836             | 55-72350 |
| Town of Sheboygan       | 7271             | 55-73000 |
| Town of Sheboygan Falls | 1718             | 55-73050 |
| Town of Sherman         | 1505             | 55-73425 |
| Town of Wilson          | 3330             | 55-87500 |